# Asesino Bigfoot
El asesino Bigfoot es el nombre que se le ha dado a un asesino en serie estadounidense no identificado que violó y asesinó a siete mujeres jóvenes en Detroit (Míchigan) entre febrero y octubre de 1975. Todas las víctimas sufrían pobreza y se dedicaban a la prostitución; sus asesinatos tuvieron lugar en el vecindario de Cass Corridor, en el extremo oeste de la ciudad.

## Asesinatos
El perpetrador eligió como víctimas a chicas de entre 16 y 22 años que se prostituían en la calle. A principios de 1975, cometió al menos cuatro violaciones, y sus víctimas acudieron a la policía y describieron su apariencia, a partir de la cual se creó una composición facial. Entre el 16 de febrero y el 20 de octubre, el agresor fue a más y mató a un total de siete mujeres, cinco negras y dos blancas. Durante la investigación, testigos informaron que el asesino conducía un Oldsmobile beige, y luego de ofrecer 15 dólares a cambio de servicios sexuales, atrajo a las víctimas a su coche, tras lo cual las amenazó con un cuchillo, las golpeó, violó, sodomizó y finalmente a las últimas las estranguló. Fue descrito como un afroamericano alto, musculoso, con vello facial y afro, probablemente con una edad de 30 a 35 años. Según la policía, podría haber sufrido de acromegalia, ya que, según testimonios y otras pruebas, tenía grandes manos y pies. Como resultado de esto, fue apodado "Bigfoot".
Luego de que esta información fuera revelada al público, a finales de 1975, varios activistas de ONG y varios cientos de residentes del Cass Corridor organizaron un mitin frente a la comisaría, acusando a las autoridades de negligencia debido al bajo estatus social de las víctimas. Apelaron a los órganos administrativos de la ciudad para exigir una investigación y el posterior castigo de los funcionarios, porque se negaron a revelar información sobre los asesinatos en curso y los vecinos no pudieron tomar las precauciones adecuadas. Para respaldar sus afirmaciones, los manifestantes mostraron un folleto policial que describía la apariencia del asesino, que incluía un número de teléfono para comunicarse, pero que no estaba disponible por la noche. Los representantes de las fuerzas del orden negaron estas acusaciones, alegando que se estaba haciendo lo suficiente.

## Sospechosos
Durante la investigación, Carl Mayweather Jr., afroamericano de 29 años, natural de Detroit, fue arrestado el 27 de enero de 1976 durante un intento de violación de una mujer en River Rouge y posteriormente considerado el principal sospechoso. Mayweather provenía de una familia rica y ocupaba un puesto de liderazgo en una pequeña empresa propiedad de su padre, pero se reveló que anteriormente había sido procesado por cargos de agresión a una mujer, por lo que recibió una sentencia suspendida. Como era alto, atlético, usaba zapatos de talla 47 y se ajustaba físicamente a la descripción del asesino, después de que fuera acusado de violación y robo en febrero de 1976, las autoridades analizaron la posibilidad de que fuera el Asesino Bigfoot.
Sin embargo, durante los meses siguientes, se estableció que Mayweather tenía una coartada sólida para al menos 4 de los asesinatos y, por lo tanto, no se presentaron más cargos en su contra, eliminándolo como sospechoso.
El asesino Bigfoot nunca fue capturado y permanece sin identificar hasta el día de hoy.